# 和歌山県道27号日高印南線
和歌山県道27号日高印南線（わかやまけんどう27ごう ひだかいなみせん）は、和歌山県日高郡日高町から印南町に至る県道（主要地方道）である。

## 概要
起点からは田畑や民家を通る狭い道が続くが、和歌山県道26号御坊美山線と重複してからは2車線の道が続く。和歌山県道28号印南原印南線と接続してからはまた狭い道路となっている。

### 路線データ
- 実延長：13.723km
- 起点：日高郡日高町大字萩原
- 終点：日高郡印南町大字美里

## 歴史
- 1993年（平成5年）5月11日 - 建設省（現・国土交通省）から、一般県道藤井日高線・一般県道江川小松原線の一部・一般県道姉子御坊線の一部・一般県道樮川鐘巻線の一部が日高印南線として主要地方道に指定される[1]。
- 1994年（平成6年）4月1日 - 和歌山県が路線認定。

## 路線状況

### 重複区間
- 和歌山県道190号玄子小松原線（御坊市藤田町吉田 地内）
- 和歌山県道191号江川小松原線（御坊市藤田町藤井 地内）
- 和歌山県道26号御坊美山線（御坊市藤田町藤井 - 御坊市藤田町吉田）
- 和歌山県道25号御坊中津線（日高郡日高川町大字和佐 - 日高郡日高川町大字江川）

## 地理

### 通過する自治体
- 日高郡日高町
- 御坊市
- 日高郡日高川町
- 日高郡印南町

### 交差する道路
日高郡日高町
- 国道42号・和歌山県道176号井関御坊線（起点）

御坊市
- 和歌山県道190号玄子小松原線（御坊市藤田町吉田）
- 和歌山県道190号玄子小松原線（御坊市藤田町吉田）
- 和歌山県道191号江川小松原線（御坊市藤田町藤井）
- 和歌山県道191号江川小松原線（御坊市藤田町藤井）
- 和歌山県道26号御坊美山線（御坊市藤田町藤井）
- 和歌山県道26号御坊美山線（御坊市藤田町吉田・野口新橋西詰交差点）
- 湯浅御坊道路 御坊IC

日高郡日高川町
- 和歌山県道25号御坊中津線（日高郡日高川町大字和佐）
- 和歌山県道192号玄子和佐線（日高郡日高川町大字和佐）
- 和歌山県道191号江川小松原線（日高郡日高川町大字江川）
- 和歌山県道25号御坊中津線（日高郡日高川町大字江川）

日高郡印南町
- 和歌山県道28号印南原印南線（日高郡印南町印南原）
- 国道425号（終点）

### 沿線にある施設など
- 道成寺